# R136
R136 è un ammasso aperto visibile nella Grande Nube di Magellano, nella costellazione del Dorado.
È, assieme a Hodge 301, uno dei due ammassi che rendono brillante la Nebulosa Tarantola, che li avvolge completamente. Le stelle di quest'ammasso emettono un veloce vento stellare, che collide con le nubi circostanti; il loro spettro è di tipo O3, ossia stelle supergiganti blu.
All'interno dell'ammasso è situata la stella più massiccia conosciuta, R136a1.

## Componenti
L'ammasso R136 contiene molte delle stelle più massicce e luminose conosciute, tra cui R136a1. Nella parte centrale in soli 5 parsec si trovano 32 stelle di classe O estremamente calde (O2.0-3.5), 40 altre stelle di tipo O e 12 Wolf-Rayet (per lo più di tipo WNH) estremamente luminoso. Entro 150 parsec ci sono altre 325 stelle di tipo O e 19 Wolf-Rayet. Diversi stelle fuggitive sono state associate con R136, tra cui VFTS 682.
R136 è stato risolto in tre diversi ammassi: R136a, R136b e R136c. R136a è stato risolto utilizzando tecniche di interferometria a macchie in 24 componenti, tra le quali R136a1, R136a2 e R136a3, tutte e tre stelle estremamente massicce e milioni di volte più luminose del Sole.
Sotto, alcune delle componenti dell'ammasso e le loro proprietà:
| Nome   | Ascensione retta | Declinazione    | M. app. | Tipo spettrale | MV    | Temperatura (K) | Luminosità (L☉) | Massa (M☉) |
| ------ | ---------------- | --------------- | ------- | -------------- | ----- | --------------- | --------------- | ---------- |
| R136a1 | 05h 38m 42.39s   | −69° 06′ 02.91″ | 12.28   | WN5h           | −8.09 | 53.000          | 8.710.000       | 315        |
| R136a2 | 05h 38m 42.40s   | −69° 06′ 02.88″ | 12.80   | WN5h           | −7.52 | 53.000          | 4.266.000       | 195        |
| R136a3 | 05h 38m 42.33s   | −69° 06′ 03.27″ | 12.97   | WN5h           | −7.39 | 53.000          | 3.802.000       | 180        |
| R136a4 | 05h 38m 42.34s   | −69° 06′ 02.60″ | 13.96   | O2–3V          | −6.51 | 51.000          | 2.884.000       | 124        |
| R136a5 | 05h 38m 42.43s   | −69° 06′ 02.73″ | 13.71   | O2If*          | −6.65 | 50.000          | 2.089.000       | 101        |
| R136a6 | 05h 38m 42.29s   | −69° 06′ 03.37″ | 13.35   | O2If           | −6.96 | 46.000          | 3.311.000       | 150        |
| R136a7 | 05h 38m 42.41s   | −69° 06′ 02.57″ | 13.97   | O3III(f*)      | −6.10 | 46.000          | 977.000         | 69         |
| R136a8 | 05h 38m 42.37s   | −69° 06′ 01.9″? | 14.42   | O2–3V          | −6.05 | 51.000          | 1.905.000       | 96         |
| R136b  | 05h 38m 42.74s   | −69° 06′ 03.78″ | 13.24   | O4If/WN8       | −7.31 | 41.000          | 1.995.000       | 93         |
| R136c  | 05h 38m 42.90s   | −69° 06′ 04.83″ | 12.86   | WN5h           | −7.9  | 51.000          | 5.623.000       | 230        |